# Athalia

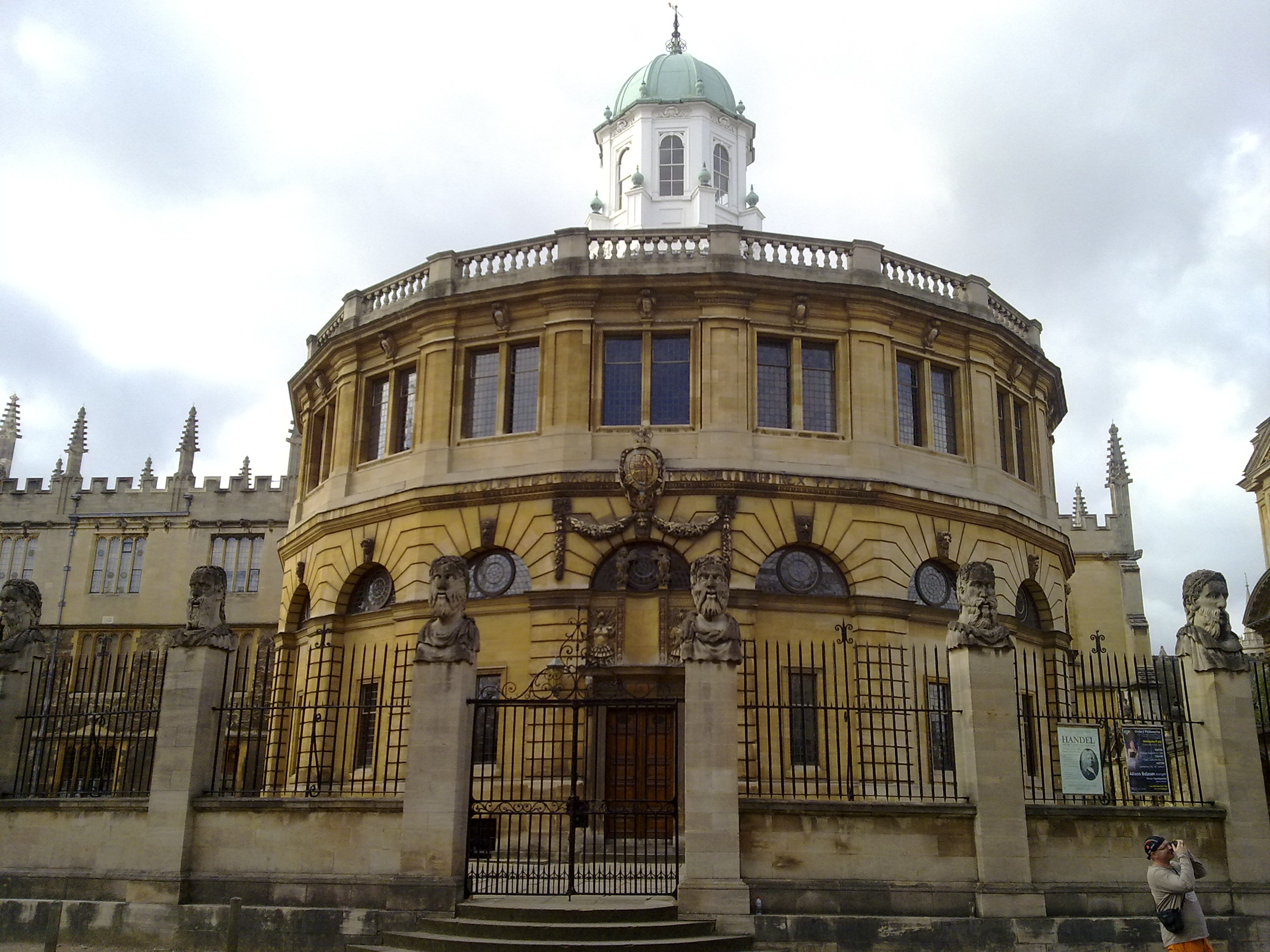
El Sheldonian Theatre visto desde el lado opuesto de Broad Street, Oxford.

Athalia (HWV 52) es un oratorio en inglés de Georg Friedrich Händel, el tercero en este género. Los logros estructurales y retóricos en Athalia proyectan un concepto dramático que puede ser único en la producción de Händel. Encargado en 1733 para la Publick Act en Oxford, una ceremonia de comienzo de los colegios locales uno de los cuales había ofrecido a Händel un doctorado honorario. La historia se basa en la reina bíblica Atalía.
Oxford era entonces un centro del nacionalismo y sentimiento jacobita y Athalia fue compuesta en medio de una controversia sobre la defensa de Händel de la ópera italiana y pudo haber sido una reacción pragmática a esto: Händel se inclinó al gusto musical inglés escribiendo un oratorio, género con el que había tenido dos éxitos precedentes.  
Se estrenó el 10 de julio de 1733 en el Teatro Sheldonian en Oxford, dirigido por el propio Händel.
Pudo haber elegido Athalie de Jean Racine como la base de su libreto porque las alusiones jacobitas en su trama. Atalía, tal como se la presenta en la Biblia, fue una usurpadora tiránica quien finalmente fue derrocada, y un príncipe escondido asumió su legítimo trono - un tema obviamente capaz de una interpretación jacobita. Händel usa planeamiento retórico y símbolos para reincorporar muchas ideas de Racine que están perdidas en el libreto de Samuel Humphreys.
El plan tonal del oratorio gira sobre asociaciones claves con significado retórico. El tratamiento musical de Händel se hace eco de la división original de la obra en cinco partes, la dualidad psicológica de los personajes y su polarización en pares, y la aceleración del ritmo dramático hacia el final.
La coherencia retórica y estructural de Athalia tiene un efecto específico en las elecciones interpretativas para representación. También revela una forma musical y dramática que anticipa las óperas de Gluck y Mozart. Puede representar un particular y convincente ejemplo de la influencia de la estética francesa en Händel.

## Personajes
- Athalia, reina baalita de Judá e hija de Jezabel (soprano)
- Josabeth, esposa de Joad (soprano)
- Joas, rey de Judá (niño soprano)
- Joad, Sumo Sacerdote (alto)
- Mathan, sacerdote de Baal, anteriormente un sacerdote judío (tenor)
- Abner, capitán de las fuerzas judías (bajo)
- Coro de jóvenes vírgenes
- Coro de israelitas
- Coro de sacerdotes y levitas
- Coro de ayudantes
- Coro de sacerdotes sidonios